# لوسیل لوند
لوسیل لوند (انگلیسی: Lucille Lund؛ ۳ ژوئن ۱۹۱۳ – ۱۵ فوریهٔ ۲۰۰۲) یک هنرپیشه اهل ایالات متحده آمریکا بود. 